# Fabrice de Pierrebourg
 (décembre 2017).
Si vous disposez d'ouvrages ou d'articles de référence ou si vous connaissez des sites web de qualité traitant du thème abordé ici, merci de compléter l'article en donnant les références utiles à sa vérifiabilité et en les liant à la section « Notes et références ».
Fabrice de Pierrebourg est un journaliste d'investigation et essayiste franco-québécois. Il a travaillé au quotidien La Presse,. Il est auteur de nombreux articles sur la collusion et la corruption, ainsi que sur l'espionnage, la sécurité nationale, le terrorisme et les filières islamistes.